# Expédition de Nias

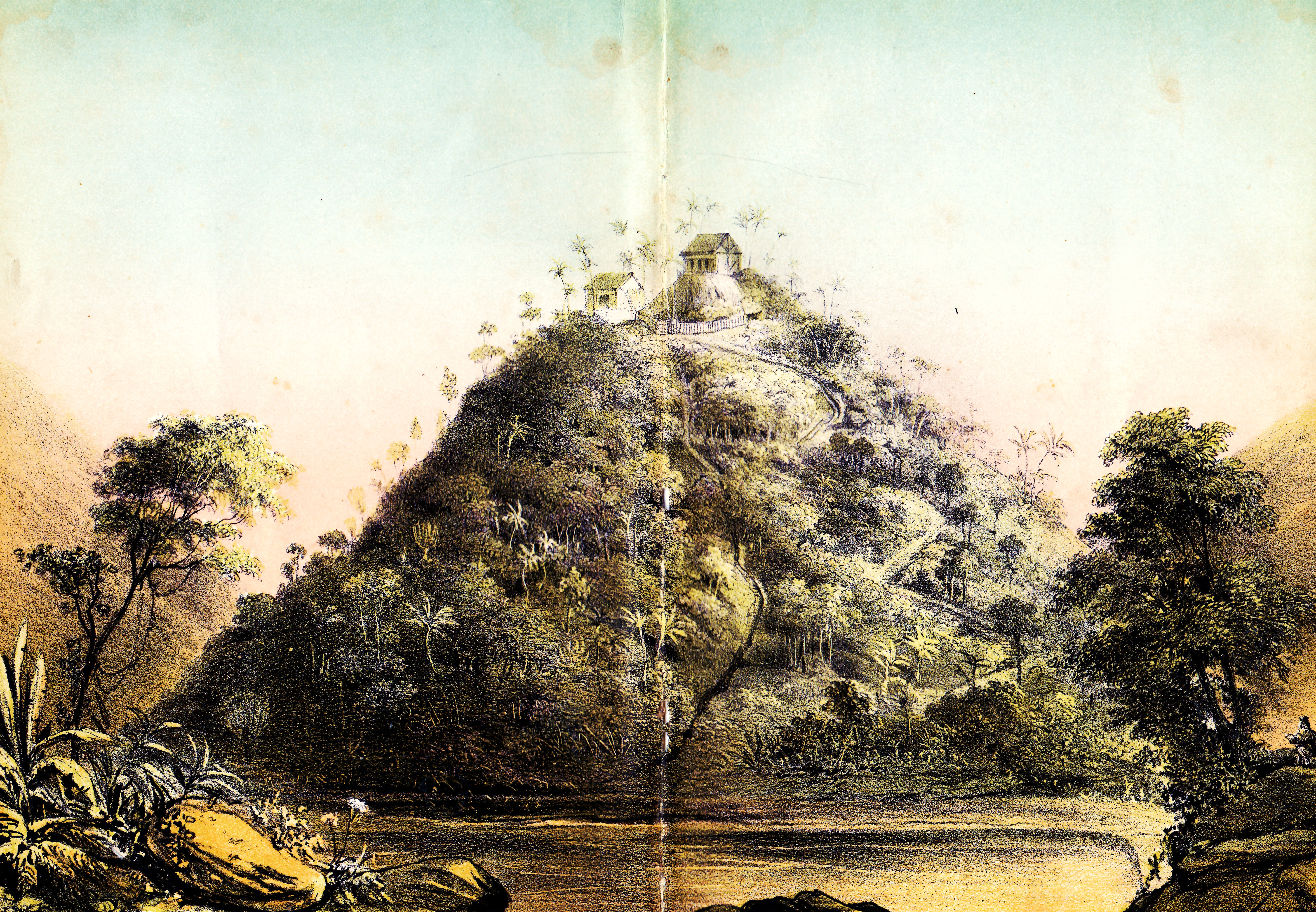
Leulawaoe à Nias

 (décembre 2024).
 (septembre 2024).
L'expédition de Nias est une opération punitive de l'armée royale des Indes orientales néerlandaises à Nias à la fin de 1855, qui, avec des intervalles, a duré jusqu'en 1864.

## Contexte
Nias était une île presque isolée. La distance entre l'île de Nias et le l'île de Sumatra a rendu Nias presque isolée des Royaumes de Srivijaya et de Majapahit. Cependant, les habitants de Nias et leur activité ont été mentionnés par les peuples Fantsur (Barus) et Sibolga (tous deux Batak ) au cours de leur commerce. L'île de Nias faisait officiellement partie de l'empire Fantsur (Barus) au Xe siècle. Leurs relations restèrent bonnes jusqu'au XVIIe siècle. Cette déclaration est exacte selon les notes de la Vereenigde Oostindische Compagnie (VOC). En 1672, la Vereenigde Oostindische Compagnie reçut de Barus l'autorisation d'effectuer des transactions commerciales dans les ports du royaume, à Singkil (1693) et sur l'île de Nias (1694). Fin 1855, l'expédition Nias fut lancée par les Pays-Bas pour étendre leur territoire afin de planter des épices sur terre et de construire des ports sur les côtes. L'occupation de Nias permettrait aux Pays-Bas de contrôler plus facilement la route commerciale sur la côte ouest de Sumatra.